# Samson Shukardin
Samson Shukardin OFM (Hyderabad, Paquistão, 29 de janeiro de 1961) é um ministro paquistanês e bispo católico romano de Hyderabad, Paquistão.
Samson Shukardin entrou na Ordem Franciscana e fez sua profissão temporária em 2 de agosto de 1987 e sua profissão perpétua em 2 de agosto de 1991. Foi ordenado sacerdote em 10 de dezembro de 1993.
Depois de ser ordenado ao sacerdócio, trabalhou no cuidado pastoral e em vários cargos de liderança em sua ordem. Em 1998, ele obteve seu mestrado em Direito Canônico pelo Sindh Law College. De 2004 a 2008 foi Diretor da Custódia Franciscana do Paquistão e Presidente da Conferência dos Superiores Maiores do Paquistão. Desde 2010 é Vigário Geral da Diocese de Hyderabad no Paquistão.
Em 16 de dezembro de 2014, o Papa Francisco o nomeou Bispo de Hyderabad, no Paquistão. Foi ordenado bispo pelo Núncio Apostólico no Paquistão, Dom Edgar Peña Parra, em 31 de janeiro do ano seguinte. Os co-consagradores foram o Arcebispo de Karachi, Joseph Coutts, e seu predecessor, Max John Rodrigues.